# Beloved Hymns
Beloved Hymns (pełny tytuł: Beloved Hymns Sung by Bing Crosby) – album studyjny Binga Crosby’ego wydany w 1951 roku przez Decca Records, zawierający osiem hymnów kościelnych nagranych z chórem Kena Darby’ego i akompaniamentem organów.
Album został wydany ponownie w 1997 roku na płytę CD pod nazwą My Favorite Hymns.

## Lista utworów
| Tytuł                               | Długość |
| ----------------------------------- | ------- |
| „He Leadeth Me”                     | 2:52    |
| „What a Friend We Have in Jesus”    | 3:06    |
| „Rock of Ages Cleft for Me”         | 3:00    |
| „All Hail the Power of Jesus’ Name” | 2:52    |

| Tytuł                                 | Długość |
| ------------------------------------- | ------- |
| „Holy, Holy, Holy, Lord God Almighty” | 3:02    |
| „O God, Our Help in Ages Past”        | 2:38    |
| „Mother Dear, O Pray For Me”          | 2:59    |
| „O Lord, I Am Not Worthy”             | 3:21    |